# Pardosa amacuzacensis
Espèce
Pardosa amacuzacensis est une espèce d'araignées aranéomorphes de la famille des Lycosidae.

## Distribution
Cette espèce est endémique du Morelos au Mexique,.

## Description
Les mâles mesurent de 4,7 à 6,2 mm et les femelles de 8,1 à 8,5 mm.

## Étymologie
Son nom d'espèce, composé de amacuzac et du suffixe latin -ensis, « qui vit dans, qui habite », lui a été donné en référence au lieu de sa découverte, Amacuzac.

## Publication originale
- Jiménez, 1983 : Una nueva especie de Pardosa del grupo lapidicina (Lycosidae: Araneae) de Amacuzac, Morelos. Folia Entomologica Mexicana, vol. 55, p. 153-159 (texte intégral).